# 山形県道・宮城県道13号上山七ヶ宿線

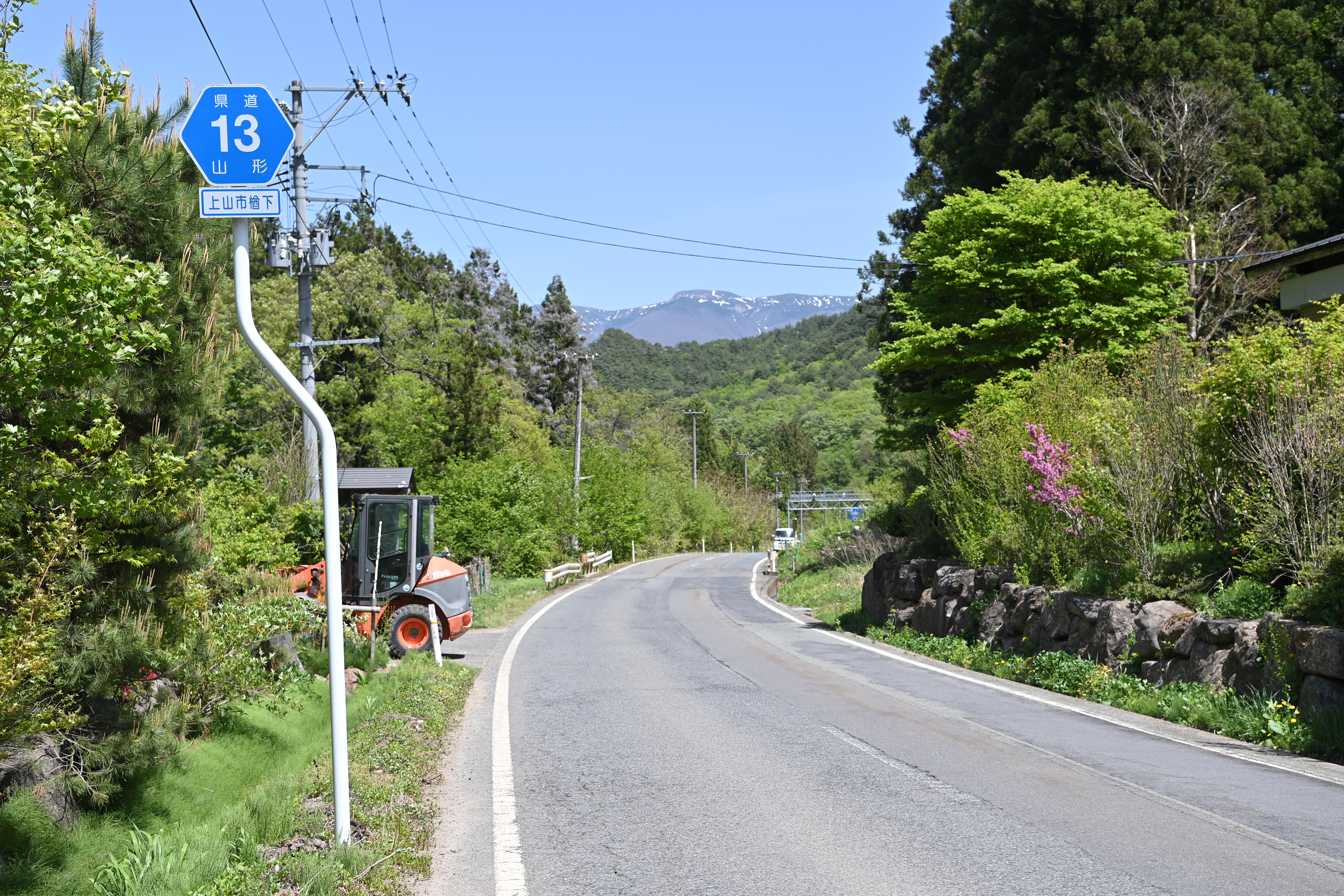
山形県道13号上山七ヶ宿線
上山市楢下（2024年5月）

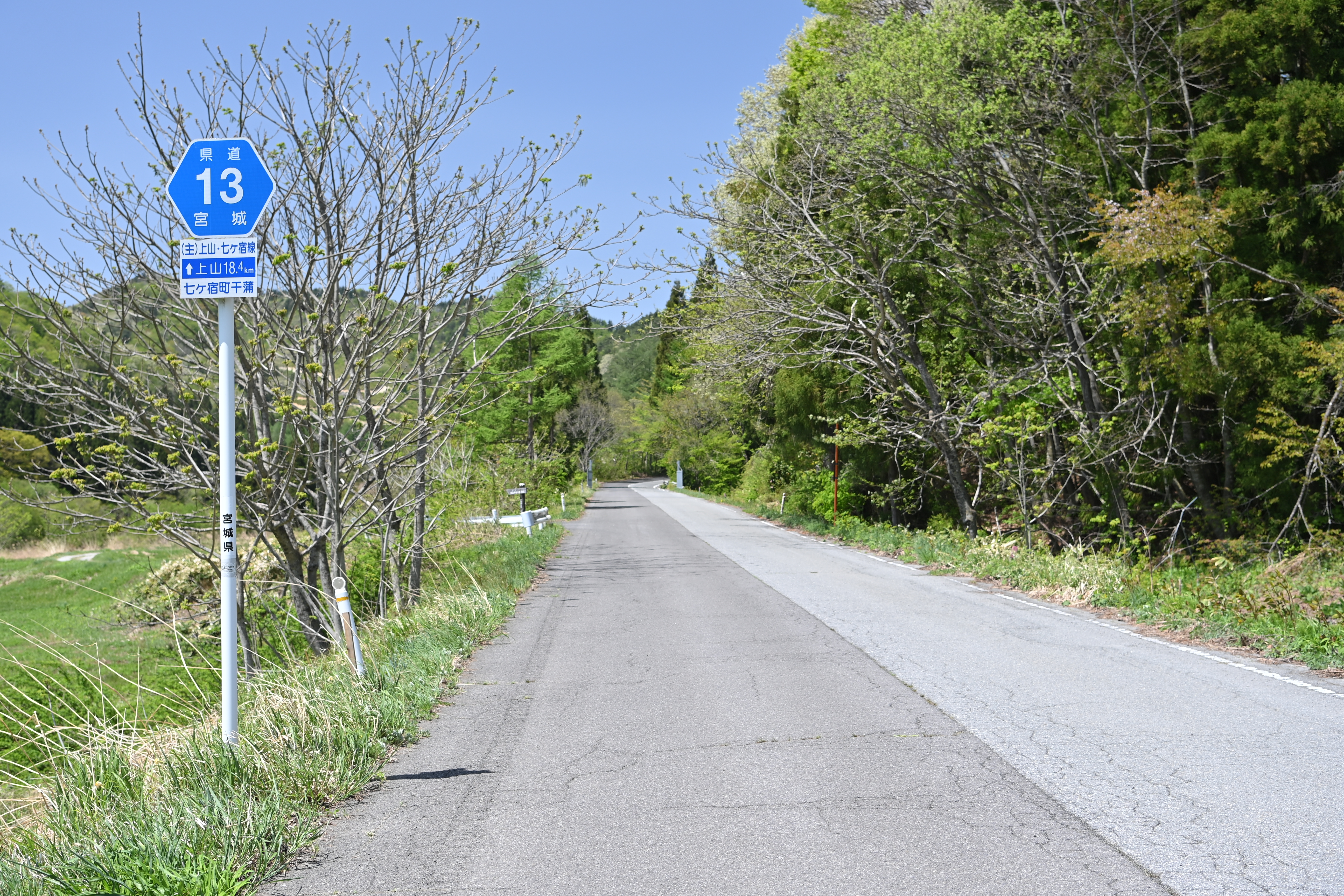
宮城県道13号上山七ヶ宿線
七ヶ宿町干蒲（2024年5月）

山形県道・宮城県道13号上山七ヶ宿線（やまがたけんどう・みやぎけんどう13ごう かみのやましちかしゅくせん）は山形県上山市から宮城県刈田郡七ヶ宿町に至る県道（主要地方道）である。

## 概要
起点周辺は上山市街地の目抜き通り。かつては上山城下を複雑に折れる経路だったが、最近上山市役所まで直進し左折する経路に区域変更になり、県道としては多少わかりやすくなった。
国道13号上山バイパスをくぐると楢下（ならげ）地区へ向かう。以前は楢下宿を貫通する経路だったが、2005年（平成17年）7月にこの町並みを迂回する楢下バイパス（約3km）が完成した。
楢下バイパスの終点、赤山地区で左折し金山峠を越え、宮城県に入り七ヶ宿町湯原地区で国道113号に合流する。

### 路線データ
- 起点：上山市新丁
- 終点：刈田郡七ヶ宿町東沢（追分）
- 実延長：21.33 km
  - 山形県区間：16,522 m[要出典]
  - 宮城県区間：4,808.5 m[1]。
- 路線認定：1953年（昭和33年）3月31日(宮城県分。山形県分は不詳)

## 歴史
- 1958年（昭和33年）3月31日 - 宮城県側で一般県道15号として「上ノ山七ヶ宿線」が認定される。[2]
- 1971年（昭和46年）6月26日 - 建設省により県道上山七ヶ宿線が上山七ヶ宿線として主要地方道に初めて指定される[3]。
- 1993年（平成5年）
  - 5月11日 - 建設省から、上山七ヶ宿線を上山七ヶ宿線として主要地方道に再指定される[4]。
  - 10月19日 - 宮城県側で県道番号が決定[5]され、従前の主要地方道39号[6]から、県道13号に変更される。（12月1日より施行）
- 2014年（平成26年）3月28日：山形県上山市長清水地内（長清水工区）のバイパス道路の一部（0.2km）が完成し、同工区バイパス道路が全線開通[7]。

## 路線状況

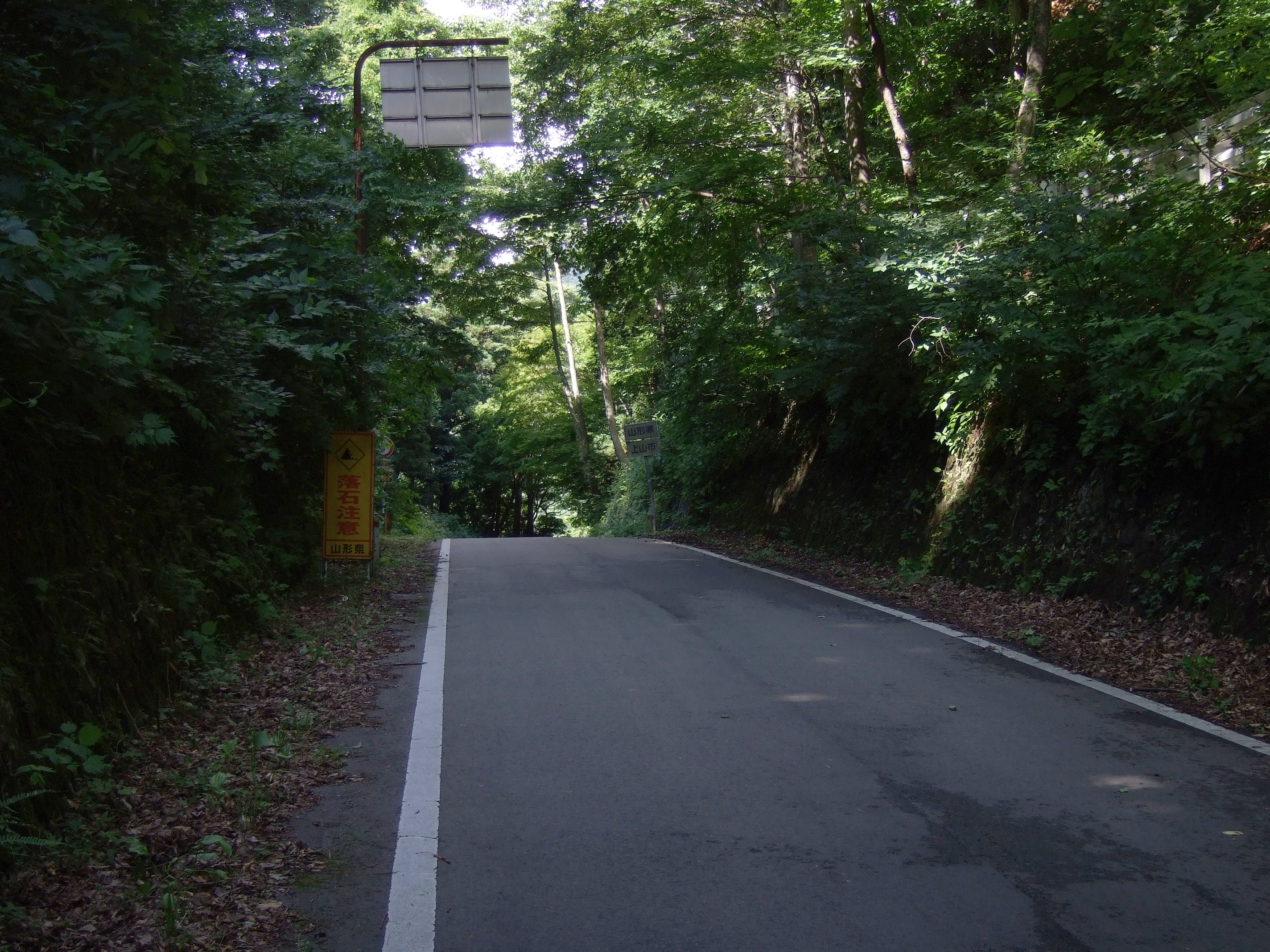
七ヶ宿町側から見た金山峠

金山峠付近の区間は、舗装されているものの特に山形県側で急勾配・狭小・屈曲した険しい道で、かつ冬季閉鎖される。この山形県上山市赤山 - 宮城県境・金山峠の4.4km区間を通行できる車両は、総重量5トン以下と通年規制されており、中型自動車や大型自動車などは通行できない。
迂回路として赤山地区から分岐する山形県道268号楢下高畠線であれば柏木峠にある柏木トンネルを通って、通年国道113号に抜けることができる。

### 別名
- 羽州街道 楢下宿・金山越（国指定史跡、1997年（平成9年）9月11日指定）

### 重複区間
- 山形県道104号狸森上山線（上山市二日町 - 矢来）
- 山形県道263号萱平河崎線（上山市矢来 - 長清水交差点）

### 道路施設
- 前川大橋（上山市、前川）
- 長清水跨線橋（上山市、奥羽本線）

### 交通量[9]
令和３年度・12時間交通量
- 七ヶ宿町柳沢山 - 92台

## 地理
道路は山形と宮城両県南部の県境に位置し、東北の中心を貫く奥羽山脈を金山峠（標高623m）で越えてゆく。山形県上山市街地の沿線は、温泉や山形新幹線 かみのやま温泉駅がある。宮城県側には特に目立った施設などはなく、緑深い山間を通る県道である。

### 通過する自治体
- 山形県
  - 上山市
- 宮城県
  - 刈田郡七ヶ宿町

### 交差する道路
- 山形県
  - 山形県道12号白石上山線（上山七ヶ宿線起点は白石上山線終点に同じ）
  - 山形県道169号十日町仙石線（上山市十日町）
  - 山形県道104号狸森上山線（上山市二日町）
  - 山形県道104号狸森上山線（上山市矢来1丁目）
  - 山形県道263号萱平河崎線（上山市矢来3丁目）
  - 山形県道263号萱平河崎線（上山市長清水1丁目）
  - 山形県道266号小穴二日町線（上山市三本松）
  - 国道13号（上山市関根）
  - 山形県道268号楢下高畠線（上山市楢下）
- 宮城県
  - 国道113号（七ヶ宿町湯ノ原）

### 沿線
- 山形新幹線 かみのやま温泉駅（上山市矢来）
- 上山市役所（上山市河崎）
- 上山市消防本部（上山市石崎）
- 上山警察署（上山市矢来）
- 上山市立南小学校（上山市けやきの森）